# Precision approach path indicator

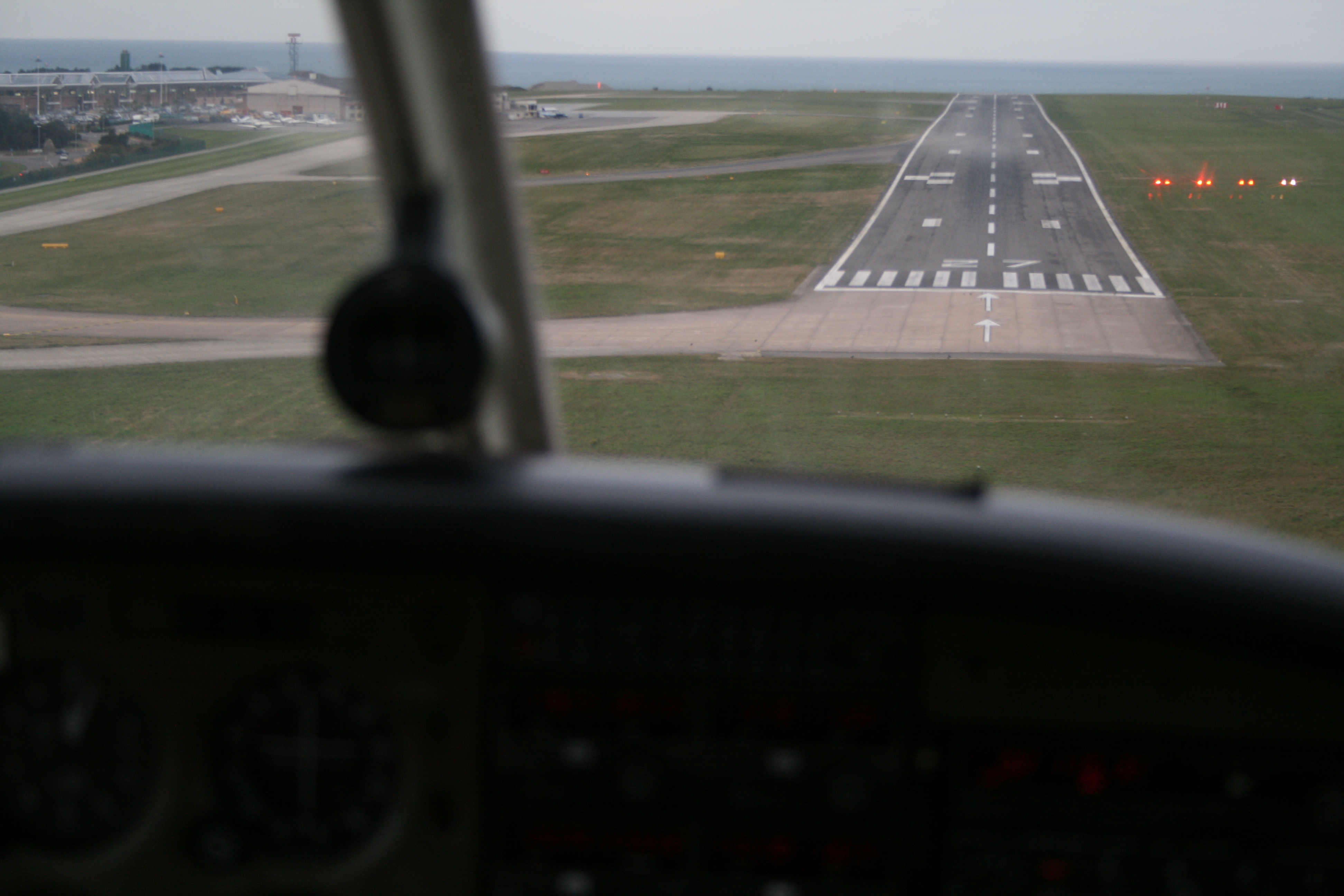
Het PAPI-systeem is rechts van de baan te zien. Er zijn 3 rode en 1 witte lamp zichtbaar: het vliegtuig zit onder het gewenste glijpad.

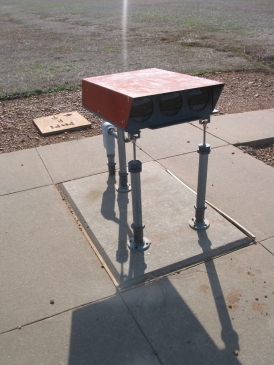
Een PAPI-module

Precision approach path indicator of PAPI is een visueel landingshulpmiddel gebruikt bij het naderen van een landingsbaan.
Het systeem bestaat uit een aantal (2, 3 of 4) modules met lampen, geïnstalleerd aan de zijkanten van een landingsbaan, die een zichtbare indicatie geven over de positie van het naderende vliegtuig in de dalingsbaan of glijpad van betreffende landingsbaan.
De specificaties van de Federal Aviation Administration (FAA) voor PAPI komen overeen met de ICAO-definitie van visual approach slope indicator (VASI).
Het systeem is aan de linker- of rechterzijde van de baan geïnstalleerd, is zichtbaar vanaf ongeveer 5 NM overdag en 20 NM 's nachts, en bestaat uit twee of vier lampen in lijn. Dit in tegenstelling tot de horizontale lichtstrepen bij VASI.
Elke module met lampen heeft een lenzensysteem dat het licht verdeelt in twee aparte segmenten: wit en rood. Afhankelijk van de zichthoek van de piloot ten opzichte van deze systemen ziet hij ofwel het witte of het rode licht. Bij een optimale nadering ziet de piloot de helft van de lichten rood en de andere helft wit; zijn vliegtuig zit dan op het optimale glijpad, meestal een hellingshoek van 3°. Als het vliegtuig onder het gewenste glijpad zit ziet hij meer rode dan witte lampen en als hij te hoog zit juist meer wit dan rood.

## Pilot-controlled lighting
De PAPI-verlichting kan, samen met de overige baanverlichting, op sommige vliegvelden geactiveerd worden door de piloot van het naderende vliegtuig door het indrukken van de zend- of PTT-toets van de VHF-radio. Dit systeem staat bekend als pilot-controlled lighting (PCL).

PAPI: mogelijke indicaties (tekst in het Duits)